# Allison Shearmur
Allison "Alli" Ivy Shearmur (Nova Iorque, 23 de outubro de 1963 — Los Angeles, 19 de janeiro de 2018) foi uma produtora cinematográfica norte-americana.